# Born
För andra betydelser, se Born (olika betydelser).

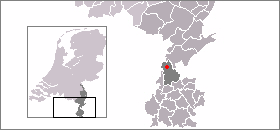
Borns geografiska läge.

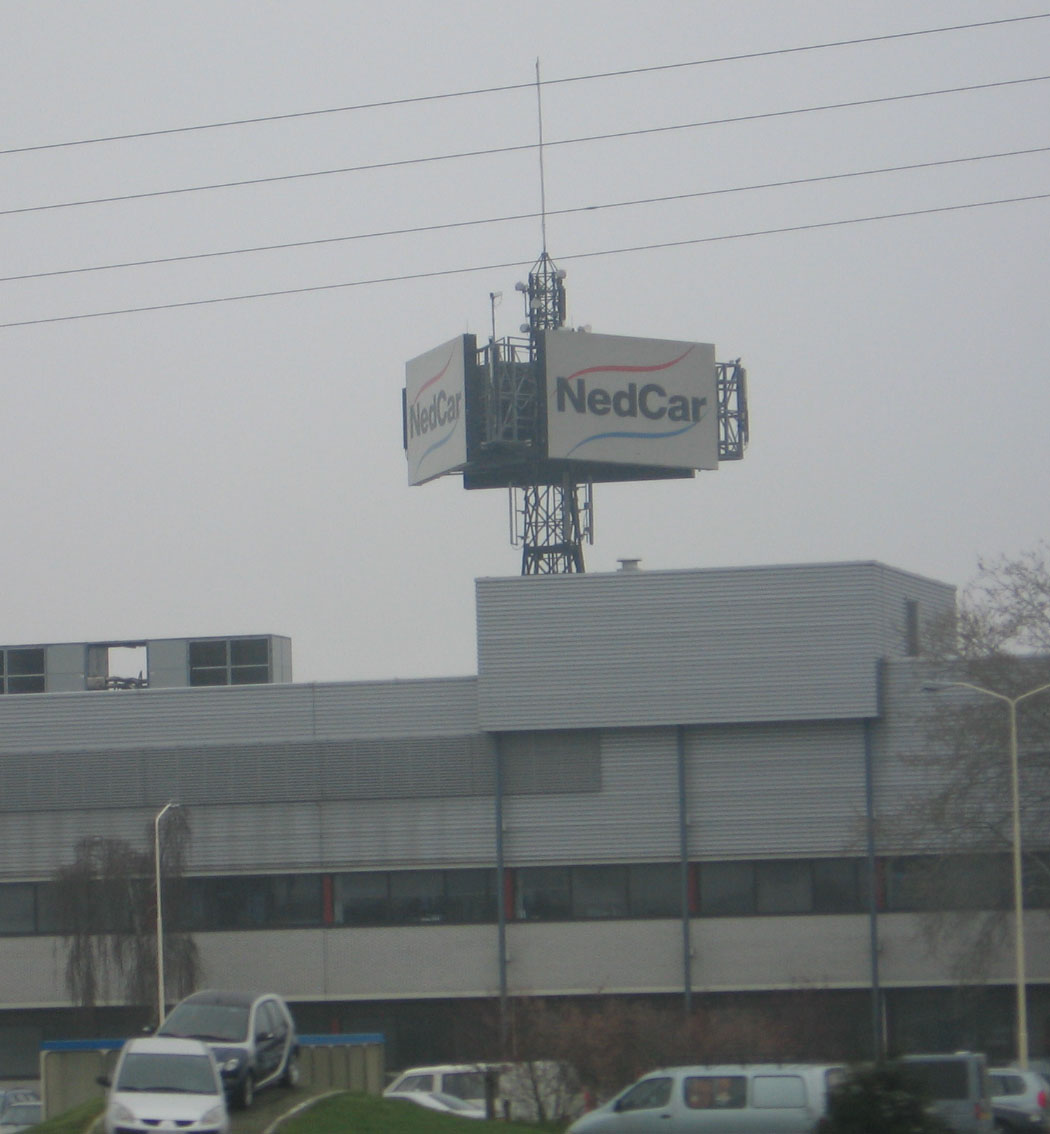
NedCar, idag ägd av Mitsubishi Motors.

Born (limburgiska: Bor) är en ort med cirka 6 000 invånare (2014) i den nederländska kommunen Sittard-Geleen, i provinsen Limburg.
Orten är mest känt för sin biltillverkning NedCar idag ägd av Mitsubishi Motors. Volvo Personvagnar tillverkade från mitten av 1970-talet fram till 2004 sina mindre modeller, Volvo 340, Volvo 440 och Volvo S40 i Born, men har nu lämnat fabriken.